# Kuźnica Koźmińska
Kuźnica Koźmińska – część wsi Dąbrowa w Polsce, położona w województwie wielkopolskim, w powiecie tureckim, w gminie Brudzew.
W latach 1975–1998 Kuźnica Koźmińska administracyjnie należała do województwa konińskiego.